# Frijsendal Mark
Frijsendal Mark er et område i den østlige del af Sall Sogn og den sydlige del af Haurum Sogn. Området er opkaldt efter og hørte oprindeligt under hovedgården Frijsendal under grevskabet Frijsenborg.
I 1919 blev det af Statens Jordlovsudvalg bestemt, at lensbesiddelser skulle afgive gods til statshusmandsbrug. I den forbindelse blev det bl.a. bestemt, at godset Frijsenborg skulle afgive Frijsendal Mark, som udgjorde ca. halvdelen af Frijsendals jordtilligende. 
Der blev i 1922 oprettet 2 statshusmandsbrug med 17½ tønde land hver, og i 1925 yderligere 23 brug. Disse fik mellem 11 og 16 tønder land hver, alt efter jordens kvalitet. Af de nye brug ligger de 11 i Sall Sogn og resten i Haurum Sogn.
56°16′57″N 09°51′43″Ø / 56.28250°N 9.86194°Ø